# Yōko Sōmi
Yōko Sōmi (jap. 沢海 陽子 Sōmi Yōko; ur. 31 maja 1965) – japońska seiyū i aktorka dubbingowa pracująca dla Mausu Promotion. W latach 2005–2009 jej mężem był aktor głosowy Akio Ōtsuka.

## Wybrane role
- 1992: Yu Yu Hakusho – Atsuko Urameshi
- 1996: Detektyw Conan – różne postacie
- 1997: Pokémon –
  - Ellen,
  - Naoya (Nelson),
  - Kaede (Katie),
  - Atsuo (Alan),
  - Hiroki/Takuya (Hamilton)
- 1998: Trigun – Dominique the Cyclops
- 2001: Arjuna – córka Ziemi – Teresa Wong
- 2001: Król szamanów –
  - Lyserg Diethel,
  - Tao Ginny,
  - Kanna Bismarck
- 2001: Vandread – Buzam A. Calessa
- 2001: X – Karen Kasumi
- 2002: Naruto – Kujaku
- 2005: Eureka Seven – Mischa
- 2006: Bleach – Yoshi
- 2006: Ergo Proxy – Derrida
- 2007: Yes! Pretty Cure 5 – Arachnea
- 2008: Hellsing Ultimate – Zorin Blitz
- 2018: Toaru majutsu no Index III – Elizard
- 2021: Log Horizon 3 – Leaf Lotus Nymph
- 2022: Lycoris Recoil – Fuki Harukawa[1]